# Curbă
În matematică, noțiunea de curbă se referă la o categorie largă de obiecte unidimensionale continue. Prin definiție, se numește curbă funcția prin care un interval de numere reale (un subinterval nevid și conex al mulțimii numerelor reale {\displaystyle \mathbb {R} }) este transformat într-o mulțime de puncte dintr-un spațiu topologic.
Dacă spațiul topologic respectiv este planul geometric (bidimensional) curba se numește "plană"; primele curbe studiate au fost din această clasă, ca de exemplu dreapta și cercul.
Deși ideea de curbă corespunde unui obiect conex și unidimensional, există în matematică numeroase exemple de curbe "stranii" a căror dimensiune este mai mare decît 1 (cum este cazul curbei lui Peano care poate acoperi planul), incluzîndu-le pe cele cu dimensiune fracționară care sînt studiate ca obiecte fractale, precum fulgul lui Koch.
Un interval (porțiune) al unei curbe constituie un arc al curbei, exemplul cel mai simplu este cel al arcului de cerc cu un unghi la centru oarecare. Lungimea arcului de cerc este produsul razei cu unghiul la centru.

## Exemple
Conceptul matematic de curbă a găsit numeroase aplicații într-o multitudine de domenii. Iată numai cîteva exemple:
- în geografie, geodezie, cartografie: curbe de nivel;
- în analiza matematică: grafice de funcții;
- în geometria tridimensională: secțiuni între suprafețe;
- în fizică: traiectorii;
- în grafică digitală: curbe Bézier, curbe spline;
- în economie: curba cererii, curba costului;
- în psihologie: curba învățării, curba uitării;